# Phạm Thị Thu Hiền
Phạm Thị Thu Hiền (7 de febrero de 1995) es una deportista vietnamita que compite en taekwondo. Ganó una medalla de bronce en los Juegos Asiáticos de 2014, y una medalla de bronce en el Campeonato Asiático de Taekwondo de 2018.

## Palmarés internacional
| Juegos Asiáticos    | Juegos Asiáticos             | Juegos Asiáticos  | Juegos Asiáticos |
| Año                 | Lugar                        | Medalla           | Categoría        |
| ------------------- | ---------------------------- | ----------------- | ---------------- |
| 2014                | Incheon (Corea del Sur)      | Medalla de bronce | –62 kg           |
| Campeonato Asiático |                              |                   |                  |
| Año                 | Lugar                        | Medalla           | Categoría        |
| 2018                | Ciudad Ho Chi Minh (Vietnam) | Medalla de bronce | –57 kg           |